# آمستد (كيبك)
آمستد (بالإنجليزية: Hampstead, Quebec)‏ هي بلدة و بلدية محلية في كيبيك تقع في كندا في Montreal Region.  يقدر عدد سكانها بـ 7,153 نسمة ومساحتها 1.80 كم2 .

## المدن التوأمة
مدينة كريات شمونة هي مدينة توأمة لـآمستد (كيبك).